# نواكشوط
نُوَاكْشُوط أو انواكشوط هي عاصمة موريتانيا وأكبر مدنها، قدر عدد سكانها عام 2013 بـ 958 ألف نسمة. في عام 1957 اختيرت منطقة نواكشوط الساحلية لتصبح العاصمة للدولة الجديدة. تعد واحدة من أكبر المدن في الصحراء الكبرى، والمركز الإداري والاقتصادي في موريتانيا. وتقع على خطي 18°و 6' شمال، 15° و 57' غرب. وضع المختار ولد داداه (أول رئيس لموريتانيا) والرئيس الفرنسي حينها شارل ديغول الحجر الأساس للعاصمة في 5 مارس 1958 لتتحول نواكشوط سريعًا من قرية صغيرة (200-300 نسمة) وسط صحراء موحشة تفتقر لمياه جوفية صالحة للشرب، وتعاني نقصًا حادًا في مياه الأمطار، إلى أهم مدينة في موريتانيا، وكان ذلك قبيل استقلال البلاد بثلاث سنوات لكي تكون عاصمة الدولة الناشئة.

## التاريخ
تعود أول آثار السكن البشري بالمنطقة إلى العصر الحجري. وقد استقرت بها قبائل من السود قادمة من الجنوب ومن الشرق وتشكلت أول تجمعات سكانية في موريتانيا على سواحل الأطلسي في قرى تسمى قرى «ايمراغن» كانت نواكشوط إحداها حسب رأي بعض الباحثين، في حين يرى آخرون أن الأمازيغ كانوا الأسبق في المنطقة.

### التاريخ القديم
في الألفية الأولى قبل الميلاد هاجرت قبائل بربرية قادمة من شمال أفريقيا إلى المنطقة وهيمنت على السكان السود. وجلبت هذه القبائل معها الجياد والجمال التي سهلت التبادل التجاري. ثم في الألفية الأولى بعد الميلاد حل بربر صنهاجة بالمنطقة المطلة على المحيط وسيطروا على الطرق التجارية الصحراوية.

### دخول الإسلام
في بداية من القرن الثالث عشر اجتاحت قبائل عربية البلاد. ثم في القرن السادس عشر استقرت قبائل بني حسان العربية بموريتانيا وقد جاءت من مصر العليا لكنها واجهت معارضة شديدة من القبائل البربرية التي تمت السيطرة عليها في النهاية. في القرن الحادي عشر، كان دخول الإسلام موريتانيا ما يعرف سابقاً ببلاد شنقيط جزءا مغموراً من الدولة الإسلامية مُنذ العهد الأموي، ولم يعتنِ به المؤرخون كثيرا، ولعل السبب هو البعد وضعف عناية أهل البلد بالكتابة عن أنفسهم، مع أن الإسلام وصل إلى تلك البلاد في أواخر القرن الأول الهجري، ويحدد بعضهم ذلك التاريخ بسنة 63 هـ، وقيل كان في بداية القرن الثاني على رأي من يحدده بسنة 112 هـ، فيقول ابن خلدون: في كتابه العبر متحدثاً عن القائد عقبة بن نافع وفتوحاته: «ودخل المغرب الأقصى وأثخن في المصادمة ودوخ بلادهم حتى حملهم على الإسلام ثم جاز إلى السوس لقتال من بها من صنهاجة أهل اللثام فأثخن فيهم وقاتل مسوفة وراء السوس وقفل راجعا» ، والسوس مكان معروف يقع وراء: تارودانت ويصب في المحيط الأطلسي من بلاد موريتانيا حاليًا.
وقيل أن عقبة هو الذي وقف على شاطئ المحيط الأطلسي وأدخل جواده حتى بلغ الماء نحره ثم قال: «اللهم إني أشهدك أن لا مجاز ولو وجدت مجازا لأجزت»، وظل أهل تلك البلاد من ذلك التاريخ مسلمين، وإن مرت بهم فترات يحملون فيها الإسلام بضعف، وكانت أول دولة إسلامية قامت على جزء من هذه الأرض هي دولة غانا (في القرن الرابع الهجري) التي كانت عاصمتها كومبي صالح في شرق موريتانيا حالياً، وكان للمسلمين العرب صلة بها، يقول محمود شاكر: «ويبدو أن أحد الأشراف قد وصل إلى إمبراطورية غانا، وأسس مدينة كومي صالح التي أصبحت عاصمة تلك الإمبراطورية … وكانت قد توسعت هذه الإمبراطورية حتى شملت أراضي موريتانيا اليوم» ، ثم دولة مالي التي قامت سنة 638 والتي شملت الأجزاء الشرقية من موريتانيا الحالية.
وفي عام 427 هـ خرج «يحيى بن إبراهيم الكدالي» حاجا في طائفة من قومه وفي طريق عودته مر على القيروان فالتقى بشيخ المالكية بها أبو عمران الفاسي وبعد مناقشة بينهما قال له الشيخ: «ما يمنعكم من تعلم الشرع على وجهه والأمر بالمعروف والنهي عن المنكر؟» فقال له: «لا يصل إلينا إلا معلمون لا ورع لهم ولا علم بالسنة عندهم» وطلب يحي من الفقيه أن يرسل معه مستشارا ومعلما من خيرة تلاميذته فكلف بذلك «وجاج بن زلوم اللمطي» الذي وقع اختياره على عبد الله بن ياسين الجزولي وكان حازما وعالما بالسياسة.

### قيام الدولة الإسلامية
بعد عودة يحيى ومعه عبد الله بن ياسين دخل البلاد فترة انتشار الإسلام، فبدأت بالتعليم والدعوة فوجد الرجلان بداية نفرة وصعوبة في ذلك فاتخذا معسكرا أطلق عليه اسم «الرباط» وسمي كذلك لما فيه من مرابطة على العبادة والتدريب، وكان في جزيرة على البحر بين نواكشوط ونواذيبو في مكان معروف اليوم باسم: «تيدرة» ووضعا نظاما تدريبا قويا، وظل أنصارهم يتزايدون، وبعد عشر سنوات تكونت لديهما جماعة قوية فعم صيتها وكثر أتباعها وعند ذلك أعلنوا الجهاد، وفتحوا المدن وأخضعوا القبائل، وظل نفوذهم يمتد ويتسع؛ فاحتلوا درعة وسجلماسة وأودغست، وفي أثناء حصار هذه المدينة قتل يحيى بن إبراهيم، فعينوا بعده يحيى بن عمر اللمتوني، ثم قتل عبد الله بن ياسين في المعركة التي دارت بينهم وبين قبيلة «برغوطة» ثم بنوا مراكش فجعلوها عاصمة لهم، ووجهوا قوتهم إلى الشمال بعد ما ضعف نفوذهم في الجنوب حتى وصلوا إلى الأندلس مما جعلهم يؤخرون سقوط الأندلس قرابة أربعة قرون من الزمن[وفقًا لِمَن؟]، وكان لهذه الدولة الإسلامية صلات قوية بالدول والمماليك الإفريقية، «فهذه البلاد كانت المركز الذي تربت فيه حركة المرابطين واندفعت منه تنشر الإسلام في نواحي كثيرة وتحمي الإسلام بالأندلس من زحف الفرنجة» وعندما جاء الإسلام إلى هذه المنطقة قدر لها أن تلعب دورا كبيرا في تاريخ الإسلام، وأن تصبح مركزا وهاجا ينشر هذا الدين ويذود عنه في الشمال والجنوب، ومن أجل هذا ينبغي أن نفسح المجال لدراسة تاريخ الإسلام في هذه المنطقة المهمة.، ولما توفي يحي خلفه أخوه أبو بكر وابن عمه يوسف بن تاشفين، وبدأ بهما ملك المرابطين الذي اتجه نحو الجنوب حتى بلاد السنغال، كما اتجه نحو الشمال حتى ضم إسبانيا والذي بدأ التجييش له بقرب مدينة نواكشوط الحالية.

### العصور الوسطى
كانت نواكشوط جزءاً من إمارة الترارزة، إذ انها كانت قرية صغيرة نائية يعيش سكانها على صيد السمك من المحيط وقد تعاقب على هذه المنطقة مجموعات محلية كان آخرها مجموعة صغيرة من البيضان لم يساهم تواجدها في فك العزلة عن القرية إذ لم تعتبر آنذاك سوى منطقة نائية يستخدمها بعض المتدينين للانعزال والتعبد.[بحاجة لمصدر]

### بناء نواكشوط
كانت موريتانيا جزء من مستعمرة غرب أفريقيا الفرنسية، ولذا لم يكن لها عاصمة أثناء فترة الاستعمار، حيث كانت سانت لويس هي عاصمة المستعمرة. ولكن في عام 1957 اختيرت منطقة نواكشوط الساحلية لتصبح العاصمة للدولة الجديدة وذلك بعد أن سمح السكان الأصليون لتلك المنطقة للرئيس المختار ولد داداه بعد طلبه رسميا لهم. واختير موقعها ليتوسط موريتانيا بين الشمال والجنوب، وتم البدء بمشروع إعمار طموح لزيادة عدد سكانها ليصل إلى 15 ألف نسمة. وفي عام 1958، أصبحت موريتانيا منطقة حكم ذاتي ضمن السيطرة الفرنسية، وفي عام 1960، تم حل هذا الشكل من السيطرة الفرنسية وأصبحت نواكشوط عاصمة لدولة مستقلة.
وقد تم اختيار المدينة لتكون عاصمة وذلك لمناخها المعتدل وموقعها المركزي في البلاد.
انتقلت إليها الحكومة الموريتانية بعد أن كان مقرها سان لويس على نهر السنغال في جنوب موريتانيا.
لم تكن «نواكشوط» ترتبط في السابق بأي قيمة حضارية أو ثقافية في الوجدان الشعبي الموريتاني على خلاف العديد من المدن التاريخية الأخرى مثل شنقيط في الشمال وولاتة في الشرق وهو ما جعل الجدل بشأن اختيارها عاصمة للجمهورية الوليدة لا يتوقف، إذ يعتبره كثيرون مؤامرة فرنسية لمنع ارتباط الدولة الحديثة بأي قيمة تاريخية للمجتمع الموريتاني[وفقًا لِمَن؟]وقد قيل أن الرئيس الأول لموريتانيا المختار ولد داداه قال بأن اختيار نواكشوط كعاصمة كان موفقا لكونها تقع قرب الرباط الذي أقامه مؤسسو دولة المرابطين قبل أكثر من ثمانية قرون[بحاجة لمصدر].

### التاريخ الحديث
بعد بناء العاصمة وتركيز مختلف الادارات والخدمات بها ازداد عدد السكان إلى 15 ألف في ظرف 5 سنوات كان أغلبهم من أسر الكوادر الإدارية والتعليمية والعمال المحليين إضافة إلى أفراد السلك الأمني والجيش والشرطة المنتدبين حديثاً. وقد أدّى الجفاف الذي ضرب البلد في سبعينيات القرن العشرين إلى تدفق مئات الأسر باتجاه العاصمة الوليدة وهو ما ضاعف بشكل كبير وسريع أعداد السكان. وقد هاجمت «جبهة البوليساريو» المدينة في عام 1976، كجزء من حركة استقلال الصحراء الغربية. بين عامي 1988-1989، تصاعدت التوترات العرقية بين بين العرب والسود. كان هناك تمييز وانتقام بين العرب والسود. بالإضافة إلى ثلاثة أيام من «مظاهرات الخبز» بدأً من 21 يناير 1995.
وقد شهدت المدينة نموّاً سريعاً، بعد ذلك بسبب الجفاف في شمال أفريقيا الذي اشتدت وطأته في بداية عقد 1980. فانتقل العديد من السكان إلى المدينة المبنية حديثاً بحثاً عن حياة أفضل. قُدر عدد السكان تحت مليون نسمة في عام 2000، ونمت إلى مليوني نسمة في عام 2008.
هناك حاليّاً عدد كبير من الصينين، يركّزون على الإستثمار في المدينة.

## الجغرافيا

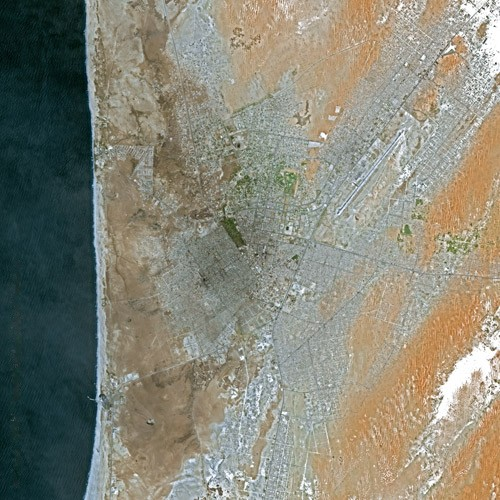
رؤية جوية لنواكشوط

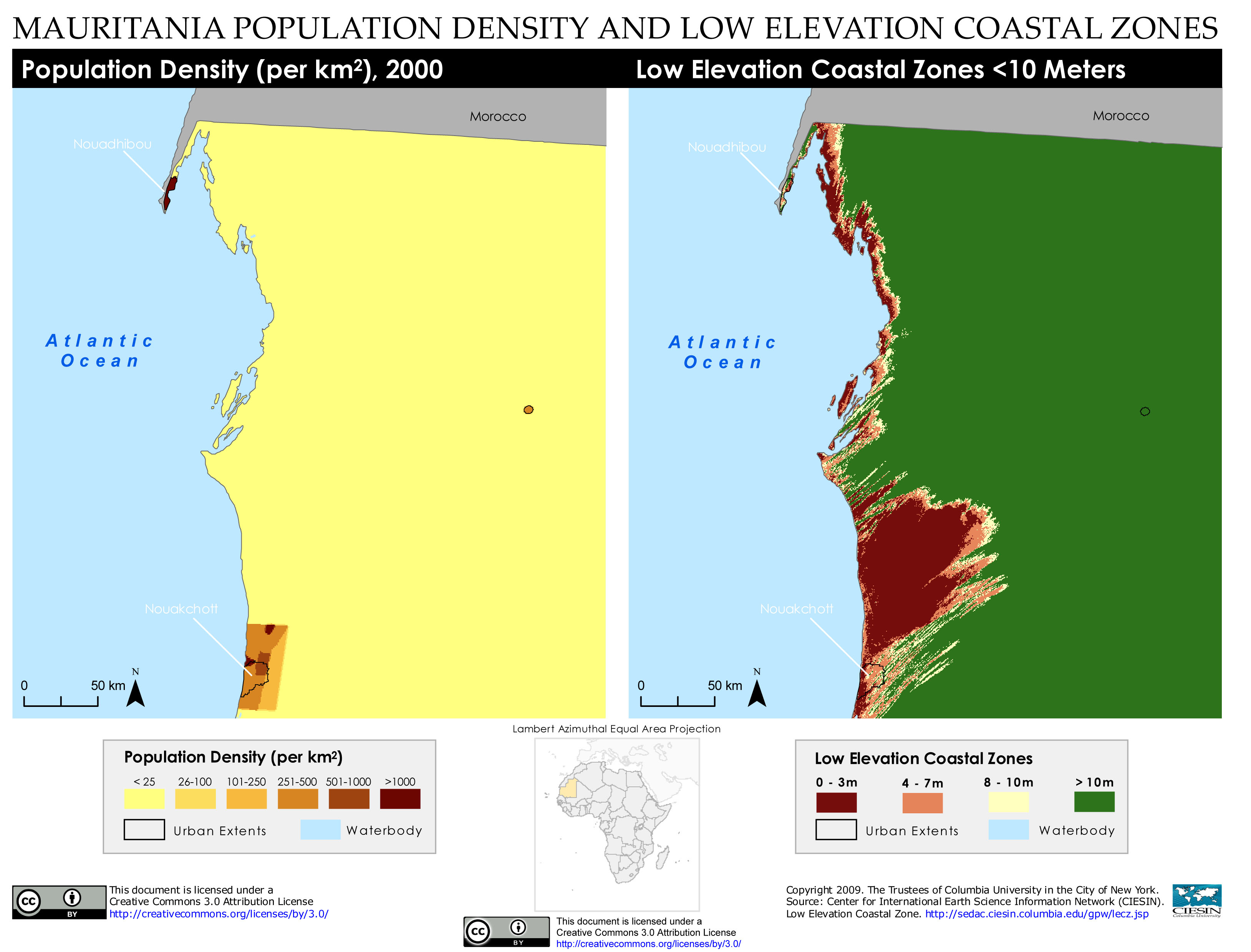

تقع نواكشوط على ساحل المحيط الأطلسي من الساحل الغربي لأفريقيا. يُعد الشريط الساحلي للمدينة فارغاً، باستثناء مرسى نواكشوط وميناءها، الذي يسمح بحدوث فيضانات. يشمل الشريط الساحلي رمال متحركة وشواطئ رملية. وهناك أيضا مناطق رملية مُتحركة على مقربة من الميناء. وتغطي الكثبان الرملية المدينة القادمة من الجهة الشرقية (كما يظهر في الصورة المجاورة)، والتي تُشكل مُشكلة يوميّاً. هُناك جهود كبيرة لإنقاذ مناطق معيّنة. أما المدينة فيغلب عليها الشكل المسطح.
بُنيت نواكشوط حول شارع عبد الناصر الذي يمتازُ بالأشجار الكبيرة على جانبيه، ويمتد شمال شرق البلاد من خلال مركز المدينة من المطار. تتم تسمية الشوارع الرئيسية الأخرى باللغة الفرنسية أقتداءً بشخصيات موريتانية أو دولية بارزة من العقد 1960، على سبيل المثال: شارع عبد الناصر وشارع شارل ديغول وجادة كينيدي، وشارع لومومبا.
تقع العاصمة في الجنوب الغربي لموريتانيا تعتبر أرضها سبخة وشديدة الملوحة، وهي بعيدة عن مصادر المياه العذبة كما لا يوجد جبال قريبة منها يمكن استخدام أحجارها في البناء، أما الساحل فهو غير مناسب كثيراً ليكون ميناء طبيعي، فقد كان ضحلا يصلح للصيد.
أما اليوم فإن المياه الجوفية التي في الصخور العميقة تحت نواكشوط توفر للمدينة حاجاتها من المياه، ولنواكشوط رصيف ميناء بحري يصل للمياه العميقة. وتشكل المدينة مركز تجمع سكاني يعتبر من الأكبر في منطقة الصحراء الكبرى إذا استثنيت المدن الواقعة على أطراف الصحراء كالقاهرة في وادي النيل والمدن شمال جبال أطلس.
لكن المدينة تعاني من خطر الغرق، لأن أغلب أحيائها تقع تحت مستوى مياه المحيط الأطلسي. ومن المفارقات أن أحياءها الشرقية والشمالية الشرقية تواجه خطراً بيئيا مُغايرا، وهو الرمال الزاحفة التي لم تفلح محاولات الحكومة في وقفها، أو وضع حد لتقدمها السريع نحو المباني والمنشآت السكنية.

## التقسيم الإداري
تم تقسيم المدينة لأول مرة إلى أربعة مقاطعات في عام 1973. من عام 1986، قُسمت المدينة إلى تسع مناطق: وتنقسم إداريا الآن إلى 3 ولايات هي:
الأقدم من بين أحياء العاصمة، وعرفات الأكثر كثافة سكانية، وتيارت والسبخة والميناء والرياض وتوجنين ودار النعيم.
من أهم معالم المدينة: المسجد الجامع القديم، المسجد السعودي، مسجد المغرب، آفاركو، دار الثقافة، الملعب الأولمبي، معرض الصناعات التقليدية، الميناء القديم، ملتقى طرق مدريد.

### المناخ
تتميز نواكشوط بمناخ صحراوي «مع صيف حار وشتاء دافئ». وبسبب موقعها، تكون درجات الحرارة عالية جدًا في معظم السنة. ومع ذلك، تمتازُ نواكشوط بامتلاكها درجات حرارة مُعتدلة بالمقارنة مع مدن أخرى من هذا النوع من المناخ. في حين أن متوسط درجات حرارة عالية وثابتة نسبيًا عند حوالي 32 درجة مئوية (89.6 درجة فهرنهايت)، يمكن أن يتراوح متوسط درجات الحرارة المنخفضة بين 24 درجة مئوية (75.2 درجة فهرنهايت) خلال أشهر الصيف إلى 13 درجة (55.4 درجة فهرنهايت) خلال فصل الشتاء. يمكن أن يبلغ متوسط درجات الحرارة المُنخفضة 10 درجة مئوية (50.0 درجة فهرنهايت) خلال أشهر «الشتاء» في نواكشوط. يبلغ متوسط هطول الأمطار في المدينة 159 ملليمترا (6,3 إنش) في السنة. الجزء الأكبر من الأمطار تسقط عادة في شهر أغسطس، وهو الشهر الذي يشكل موسم الرطب القصير جدًا في المدينة.
| البيانات المناخية لـنواكشوط  | البيانات المناخية لـنواكشوط | البيانات المناخية لـنواكشوط | البيانات المناخية لـنواكشوط | البيانات المناخية لـنواكشوط | البيانات المناخية لـنواكشوط | البيانات المناخية لـنواكشوط | البيانات المناخية لـنواكشوط | البيانات المناخية لـنواكشوط | البيانات المناخية لـنواكشوط | البيانات المناخية لـنواكشوط | البيانات المناخية لـنواكشوط | البيانات المناخية لـنواكشوط | البيانات المناخية لـنواكشوط |
| الشهر                        | يناير                       | فبراير                      | مارس                        | أبريل                       | مايو                        | يونيو                       | يوليو                       | أغسطس                       | سبتمبر                      | أكتوبر                      | نوفمبر                      | ديسمبر                      | المعدل السنوي               |
| ---------------------------- | --------------------------- | --------------------------- | --------------------------- | --------------------------- | --------------------------- | --------------------------- | --------------------------- | --------------------------- | --------------------------- | --------------------------- | --------------------------- | --------------------------- | --------------------------- |
| متوسط درجة الحرارة الكبرى °ف | 84                          | 88                          | 90                          | 90                          | 93                          | 91                          | 90                          | 90                          | 93                          | 91                          | 90                          | 82                          | 89                          |
| متوسط درجة الحرارة الصغرى °ف | 57                          | 59                          | 63                          | 64                          | 70                          | 73                          | 73                          | 75                          | 75                          | 72                          | 64                          | 55                          | 67                          |
| الهطول إنش                   | 0                           | 0.1                         | 0                           | 0                           | 0                           | 0.1                         | 0.5                         | 4.1                         | 0.9                         | 0.4                         | 0.1                         | 0                           | 6.2                         |
| متوسط درجة الحرارة الكبرى °م | 29                          | 31                          | 32                          | 32                          | 34                          | 33                          | 32                          | 32                          | 34                          | 33                          | 32                          | 28                          | 32                          |
| متوسط درجة الحرارة الصغرى °م | 14                          | 15                          | 17                          | 18                          | 21                          | 23                          | 23                          | 24                          | 24                          | 22                          | 18                          | 13                          | 19                          |
| الهطول مم                    | 0                           | 3                           | 0                           | 0                           | 0                           | 3                           | 13                          | 104                         | 23                          | 10                          | 3                           | 0                           | 159                         |
| المصدر: بي بي سي BBC Weather |                             |                             |                             |                             |                             |                             |                             |                             |                             |                             |                             |                             |                             |

## السكان
على سبيل المقارنة، كان عدد سكانها 20,000 نسمة فقط في عام 1969 و 150,000 في عام 1980. وجزء من صعوبة تقدير عدد السكان هو الترحال. تُشير التقديرات نفسها أن عدد سكان المدينة بلغ 800,000 نسمة، وتشكل بالتالي ثُلث سكان البلاد، ووفقًا لبعض التقديرات إلى أن العدد أكثر من مليوني نسمة.
وقد ساهمت سنوات الجفاف والتصحر التي ضربت البلاد في السبعينات والثمانينات في تسريع عملية تحضر مجموعات البدو واتجاههم إلى مدينة نواكشوط وغيرها من المدن، حيث انخفضت نسبة السكان البدو والرحل من 73,3% عام1965 إلى 11% عام 1991 وإلى 4,8% عام 2000.
تتعدد الأعراق التي تسكن نواكشوط بين العرب والأفارقة والأوروبيين من المهاجرين المستوطنين للمدينة في فترات مختلفة، والسياح وعمال الشركات الأجنبية التي تستثمر في موريتانيا (وغالبيتهم من فرنسا وإسبانيا)، والآسيويين (الصين وكوريا) الوافد الجديد نظراً لانفتاح موريتانيا على الصين وماليزيا، أما عرب نواكشوط هم من سكان موريتانيا الأصليين ويمثلون الأغلبية من سكان موريتانيا من أصول عربية وبربرية وأوروبية مختلطة، واسر من شرق الوطن العربي هاجرت في الستينيات والسبعينات من القرن العشرين (لبنانيون، فلسطينيون) بالإضافة إلى جاليات عربية: تونسيون وسوريون وفلسطينيون وجزائريون ومصريون ومغربيون. والأفارقة وهم الموريتانيون من أصول أفريقية إضافة إلى جاليات أفريقية أخرى غالبيتهم من أفريقيا الغربية (السنغال، مالي، غانا، غامبيا، كوت ديفوار، نيجيريا).

## الاقتصاد
تتواجد في نواكشوط عدة شركات لصناعة المنتجات الغذائية والأسمنت ومبيدات الحشرات والسجاد والتطريز والمنتجات الحرفية، كما يصدر النحاس عبر ميناء المدينة. وفي سنة 2000، لم يكن هناك أكثر من 30 مصنع صغيرة ومتوسطة الحجم في المدينة. وتوجد شركات إدارية ومالية مهمة. شركة موريتانيا للطيران ومقرها في المدينة. قبل أن تُغلق الخطوط الجوية الموريتانية كان مقرها في نواكشوط أيضاً.

## البنية التحتية

### المواصلات في نواكشوط
تمتلك نواكشوط شبكة طرق داخلية بطول 250 كلم منها 50 كلم طرق سريعة. يجري حاليّاً مشروع لإنجاز 130 كلم من الطرق الداخلية في نواكشوط ستنتهي أشغاله قريبا.
تعد نواكشوط ملتقى أهم المحاور الطرقية في موريتانيا وأهمها:
- الطريق السريع الوطني رقم 1 في اتجاه نواذيبو والحدود المغربية 500 كلم.
- طريق الأمل في اتجاه مدينة النعمة 1200 كلم.
- طريق اطار-نواكشوط 450 كلم.
- طريق نواكشوط-روصو في اتجاه مدينة روصو والحدود السينغالية 200 كلم.

- شارع في نواكشوط
- الطريق السريع رقم 1 عند مدخل نواكشوط

### المياه
منذ تأسيسها سنة 1960 كانت المدينة تلبي حاجيات سكانها من المياه عن طريق بحيرة اديني الجوفية 60 كلم شرق نواكشوط لكن نظراً لتضاعف عدد السكان وازدياد الضغط على بحيرة اديني الجوفية لم تعد هذه الأخيرة كافية لتلبية احتياجات السكان من المياه الصالحة للشرب مما أدى إلى ازمة مياه سنوات 2005-2006 تم إجراء عدة دراسات لحل المشكل وانتهى الأمر بالحكومة الموريتانية إلى تبني مشروع أفطوط الساحلي يهدف هذا المشروع إلى تلبية حاجيات مدينة نواكشوط من المياه حتى أفق 2030 عن طريق سحب مياه نهر السنغال (200 كلم) جنوب نواكشوط، تم تدشين المشروع سنة 2010 معلنا القضاء على أزمة العطش في نواكشوط نهائيا وقد كلف المشروع حوالي 750 مليون دولار.

### الكهرباء
تعتمد نواكشوط على محطات تعمل بالفيول والديزل الثقيل لتوليد الكهرباء وتقدر الطاقة الإجمالية المتوفرة في المدينة سنة 2011 ب 120 ميغاوات ويقدر الطلب ب 100 ميغاوات يرتفع إلى 140 ميغاوات في الصيف
تقوم شركة بتروناس الماليزية حاليا بإنشاء محطة كهرباء بقدرة 700 ميغاوات تعمل بالغاز لتلبية حاجيات نواكشوط والقرى المجاورة سيتم تدشينها سنة 2014 تزامنا مع انتهاء أشغال تطوير حقل بندا للغاز ويهدف هذا الشروع إلى توفير الكهرباء بأسعار زهيدة لأغراض منزلية وصناعية.

### الصرف الصحي
تعاني من غياب شبه كامل لشبكة الصرف الصحي نظراُ لعشوائية توسع المدينة وفقط 20% من أحياء نواكشوط لديها صرف صحي. وقعت الحكومة عقدا بقيمة 199 مليون دولار مع شركة غزوبا غروب الصينية لتوسيع شبكة الصرف الصحي لتشمل جميع أحياء نواكشوط تستمر الأشغال لمدة 5 سنوات.

## الثقافة
رغم الصعوبات الاقتصادية، فإن المدينة تضم حركية ثقافية هامة، فتتعدد بها المعارض التشكيلية ومعارض الفنون الجميلة والتصوير والنحت والعروض المسرحية والحفلات الموسيقية المتواصلة على مدار السنة على الرغم من قلة البنى التحتية اللازمة لذلك ومحدودية دور العرض ودور الأوبيرا والمدرجات الكبيرة. وتتم أكثر هذه النشاطات في فضاءات مثل دور الشباب وسط العاصمة أو المراكز الثقافية الأجنبية أو الملاعب الرياضية وحتى في الهواء الطلق.
وتستضيف المدينة مهرجانات سينمائية تعرض وتقيم الأفلام المنتجة محلياً وإقليمياً أبرزها «مهرجان نواكشوط السينمائي» الذي تنظمه كل عام مؤسسة «دار السينمائيين الموريتانيين». كما تستضيف المدينة مهرجانات شعرية أهمها «مهرجان موريتانيا الشعري» السنوي للشعر العربي باللغة الفصحى وعدة مهرجانات أخرى للشعر باللهجات المحلية.

### التعليم
المدينة هي موطن لجامعة نواكشوط، هي الجامعة الوحيدة في موريتانيا، وتأسست في عام 1981. يبلغ عدد طلاب الجامعة حوالي 8,000 طالب، تضم الجامعة أربعة كليات وهن كلية الآداب والعلوم الإنسانية وكلية العلوم القانونية والاقتصادية وكلية العلوم والتقنيات وكلية الطب، وللجامعة تأثير كبير على المدينة. تشمل مرافق التعليم العالي الأخرى المدرسة الوطنية للإدارة، والمعهد الوطني للدراسات الإسلامية المتقدمة، والمدرسة العليا متعددة التقنيات، والمعهد العالي للإدارة والمحاسبة، والمدرسة الوطنية العليا لعلوم الصحة. وهناك العديد من المدارس الابتدائية والثانوية، من بين أبرز هي المدرسة الأمريكية الدولية في نواكشوط، وثانوية تيودور مونو الفرنسية الأولى كما بنيت جامعات جديدة هي الأولى من نوعها في ضاحية نواكشوط.

## السياحة
شاطئ نواكشوط يعد من أجمل الشواطئ المطلة على المحيط الأطلسي، كما أن مُناخ المدينة المُعتدل يُساعد على زيارة الشاطئ خصوصاً في الصيف حيث ترتفع درجات الحرارة.
يجذب السياح في نواكشوط منشآت تشمل المتحف الوطني للعاصمة، والعديد من الأسواق بما في ذلك سوق الفضة، والشواطئ. ويخصص واحد على الشاطئ قوارب الصيد حيث يمكن شراء أنواع مختلفة من الأسماك الطازجة. وتستضيف المدينة أيضا المكتبة الوطنية والأرشيف الوطني. وتعتبر نواكشوط الموقع الرئيسي الذي تنطلق منه رحلات الخبراء والسياح والمستكشفين المهتمين بعلم الفلك في أفريقيا إذ ان موريتانيا هي المكان الرئيسي لتوزيع العالم من النيازك في أفريقيا وفي الصحراء القريبة منها.
كما تحتوي على مساجد من أضخمها مسجد تبرعت بتكاليف بنائه المملكة العربية السعودية وسمي باسمها في وسط المدينة، ومسجد المغاربة جنوبا. وعلى الرغم من أن الإسلام هو دين الدولة في موريتانيا، فإن نواكشوط بها كاتدرائية القديس يوسف، وهي كاتدرائية كاثوليكية فهي موطن لأبرشية الروم الكاثوليك في نواكشوط، وقد تأسست في عام 1965.
- منتجع سياحي على الشاطئ بنواكشوط
- شاطئ نواكشوط
- فندق نوفوتيل في نواكشوط

معالم نواكشوط
- المتحف الوطني
- قصر المؤتمرات
- الملعب الأولمبي
- ميناء الصداقة
- كورنيش نواكشوط
- ميناء الصيد التقليدي
- سوق الصناعات التقليدية

## العلاقات الدولية

### مدن متوأمة
نواكشوط متوأمة مع:
- إسبانيا مدريد، إسبانيا[45]
- الولايات المتحدة توسن، أريزونا، الولايات المتحدة الإمريكية
- الصين لانزهو، الصين[32]
- الأردن عمان، الأردن (1999)[46]